# 슬레이드
슬레이드(Slade)는 1966년 잉글랜드 울버햄프턴에서 결성된 영국의 록 밴드이다. 이들은 1970년대 초반 글램 록 시대에 두각을 나타내며 영국 싱글 차트에서 17곡 연속 톱 20 히트와 여섯 곡의 1위 싱글을 기록했다. 《British Hit Singles & Albums》는 이들을 싱글 판매량을 기준으로 1970년대 가장 성공한 영국 그룹으로 선정했다. 슬레이드는 세 곡의 싱글이 차트에 1위로 진입한 최초의 아티스트였으며, 이들의 여섯 곡의 차트 1위 곡 모두는 노디 홀더와 짐 리에 의해 작곡되었다.
2006년 기준 슬레이드의 영국 내 총 음반 판매량은 650만 장을 초과했으며, 가장 많이 팔린 싱글인 〈Merry Xmas Everybody〉는 100만 장 이상이 판매되었다. 1999년 BBC 다큐멘터리 《It's Slade》에 따르면, 슬레이드는 전 세계적으로 5천만 장 이상의 음반을 판매한 것으로 추정된다.

## 음반 목록
- Beginnings (as Ambrose Slade, 1969)
- Play It Loud (1970)
- Slayed? (1972)
- Old New Borrowed and Blue (1974)
- Slade in Flame (1974)
- Nobody's Fools (1976)
- Whatever Happened to Slade (1977)
- Return to Base (1979)
- We'll Bring the House Down (1981)
- Till Deaf Do Us Part (1981)
- The Amazing Kamikaze Syndrome (1983), re-released in 1984 as Keep Your Hands Off My Power Supply
- Rogues Gallery (1985)
- Crackers - The Christmas Party Album (1985)
- You Boyz Make Big Noize (1987)
- Keep on Rockin' (1994) (as Slade II), re-released in 2002 as Cum on Let's Party